# Sassenage
Sassenage is een gemeente in het Franse departement Isère (regio Auvergne-Rhône-Alpes). De plaats maakt deel uit van het arrondissement Grenoble. Sassenage telde op 1 januari 2022 11.579 inwoners. 

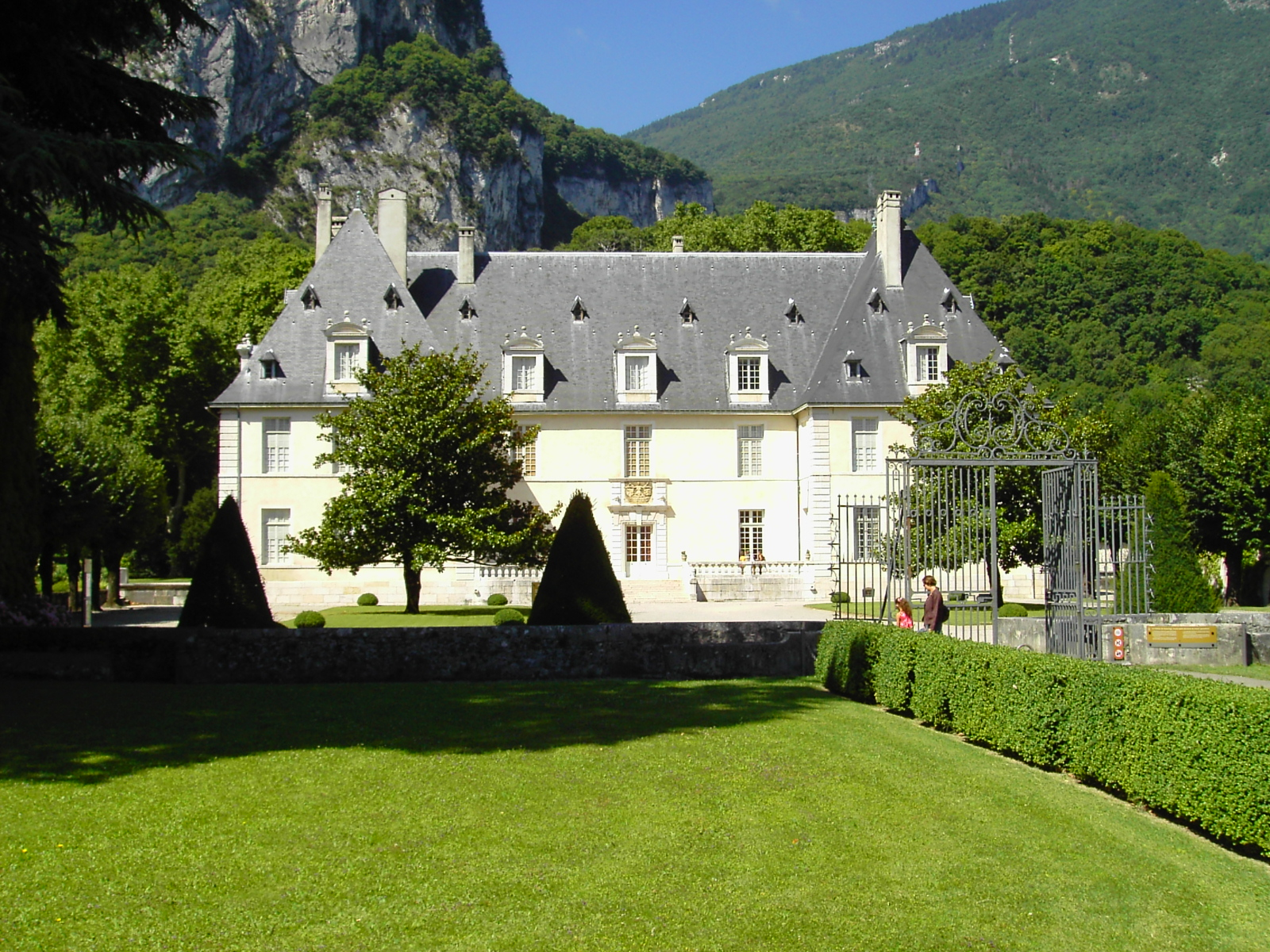
Kasteel van Sassenage

## Geschiedenis
In de 9e eeuw was er al een feodaal kasteel in Sassenage. Hier resideerden de heren van Sassenage. Het kasteel is afgebroken maar de kapel van het kasteel, Chapelle Notre-Dame des Vignes, is bewaard gebleven. In de 11e eeuw werd de dorpskerk Saint-Pierre gebouwd. In 1470 werd deze kerk vergroot.

## Geografie
De oppervlakte van Sassenage bedroeg op 1 januari 2022 13,31 vierkante kilometer; de bevolkingsdichtheid was toen 869,9 inwoners per km². De gemeente ligt ten noordwesten van Grenoble, op de linkeroever van de rivier de Isère. In het westen van de gemeente begint het Vercorsmassief.

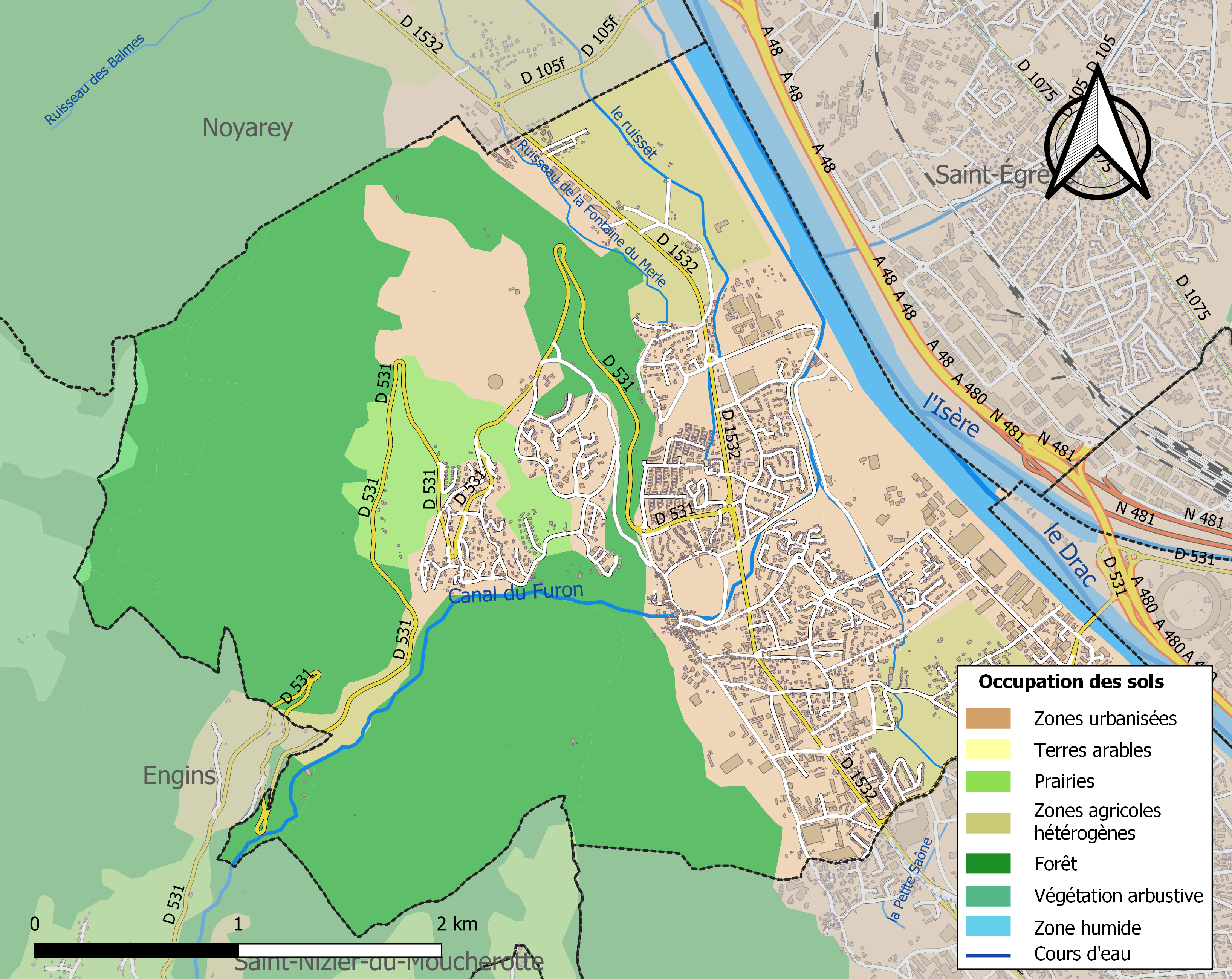
Kaart van de gemeente met de belangrijkste infrastructuur, bodemgebruik en omliggende gemeenten

## Demografie
Onderstaande figuur toont het verloop van het inwonertal (bron: INSEE-tellingen).

## Bezienswaardigheden
- Grotten Les Cuves
- Kapel Notre-Dame des Vignes, met glasramen van Annie Brugirard (2012)
- Kerk Saint-Pierre
- Château des Blondes, het gemeentehuis
- château de Beaurevoir
- Château de Sassenage